# Nure
Der Nure ist ein etwa 75 km langer rechter Nebenfluss des Po in der 
italienischen Region Emilia-Romagna. Er entspringt am Monte Maggiorasca auf ungefähr 1800 Metern Höhe. Danach fließt er in Richtung Norden und mündet 10 km östlich von Piacenza, bei Roncarolo einem Ortsteil von Caorso, in den Po. Das obere Tal wird stark von der Seeluft beeinflusst und hat ein relativ angenehmes Klima.